# Kaleva corynocera
Kaleva corynocera är en stekelart som beskrevs av Graham 1957. Kaleva corynocera ingår i släktet Kaleva och familjen puppglanssteklar.
Artens utbredningsområde är:
- Bulgarien.
- Tjeckien.
- Spanien.
- Sverige.
- Azerbajdzjan.
- Moldavien.
- Kroatien.

Arten är reproducerande i Sverige. Inga underarter finns listade i Catalogue of Life.